# América (Film)
América ist ein Spielfilm des portugiesischen Regisseurs João Nuno Pinto aus dem Jahr 2010.

## Handlung
Die junge russische Einwanderin Liza ist mit Vítor verheiratet, einem Kleinkriminellen, der sich um ein geregeltes Familienleben bemüht. Als seine spanische Ex-Frau Fernanda wieder nach Portugal kommt, nimmt ihre Bande bei ihm Quartier, um gemeinsam einen Passfälscher-Ring zu betreiben. Ihr Haus nahe dem Wasser in einem heruntergekommenen Viertel an der Margem Sul wird nun zum Treffpunkt illegaler Einwanderer aus aller Herren Länder. Mit dem Ukrainer Andrei beginnt Liza, die den Zuständen inzwischen mit ihrem Sohn entfliehen will, ein Verhältnis, während Vítor sich nicht zwischen seiner ruhigen Frau und der extrovertierten Ex-Frau entscheiden kann. Schließlich spitzt sich die Situation zu, als Liza und Vítor vom Verhältnis des jeweils anderen erfahren, und zudem die Bande ins Visier der russischen Mafia und der portugiesischen Behörden gerät.

## Rezeption
América ist der erste abendfüllende Spielfilm Pintos. Er zeigt sowohl dramatische und gefühlsintensive Momente, als auch Elemente des Schwarzen Humors. 
Der Film hatte am 15. November 2010 Premiere, auf dem Huelva Latin American Film Festival, und kam am 26. Mai 2011 in die portugiesischen Kinos. Er lief auf verschiedenen Filmfestivals, darunter das Festival do Rio, das International Film Festival of India, das IndieLisboa, die Filmfestivals von Sofia, Huelva und São Paulo, und das Caminhos do Cinema Português in Coimbra, wo der Film prämiert wurde. Auch bei den Globos de Ouro 2012 wurde der Film ausgezeichnet.
Die aus Good Bye, Lenin! bekannte Chulpan Khamatova hatte hier ihre erste Rolle im Portugiesischen Film. Der populäre Raul Solnado hatte hier seine letzte Filmrolle und starb nach den Dreharbeiten.
2011 erschien der Film in Portugal als DVD bei ZON/Lusomundo.